# Lijst van amfibieën in de Dominicaanse Republiek

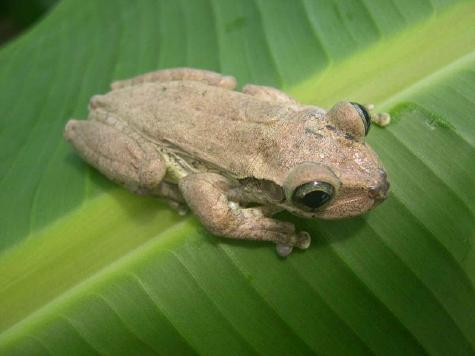
Osteopilus dominicensis

Onderstaande lijst van amfibieën in Dominicaanse Republiek bestaat uit een totaal van 55 in Dominicaanse Republiek voorkomende soorten die allen behoren tot de ordes der kikkers (Anura). Deze lijst is ontleend aan de databank van Amphibian Species of the World

## Kikkers (Anura)

### Bufonidae
Orde: Anura. 
Familie: Bufonidae

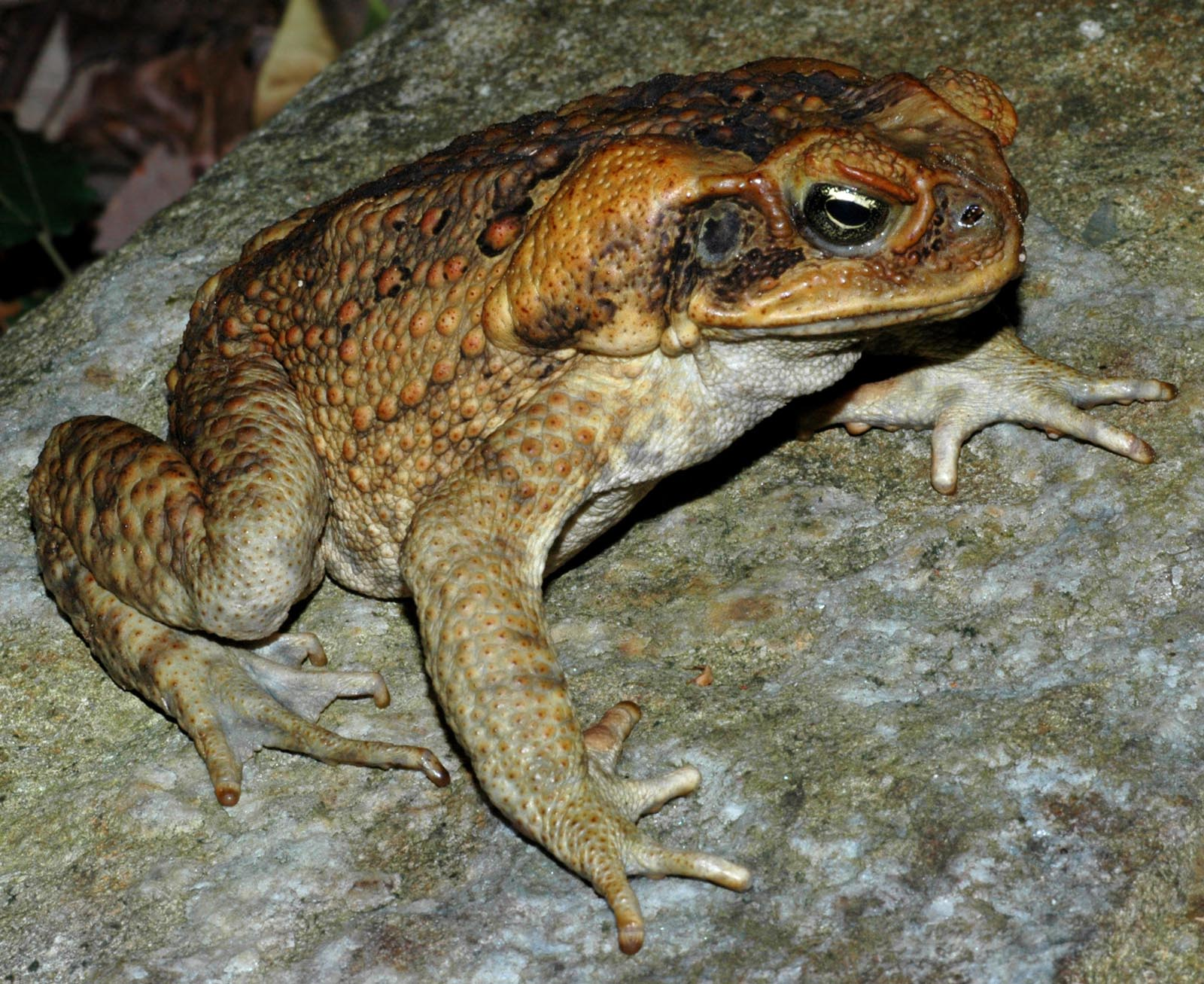
Rhinella marina

- Peltophryne fluviatica (Schwartz, 1972)
- Peltophryne fracta (Schwartz, 1972)
- Peltophryne guentheri (Cochran, 1941)
- Rhinella marina (Linnaeus, 1758)

### Eleutherodactylidae
Orde: Anura. 
Familie: Eleutherodactylidae
- Eleutherodactylus abbotti Cochran, 1923
- Eleutherodactylus alcoae Schwartz, 1971
- Eleutherodactylus armstrongi Noble & Hassler, 1933
- Eleutherodactylus audanti Cochran, 1934
- Eleutherodactylus auriculatoides Noble, 1923
- Eleutherodactylus bothroboans Schwartz, 1965
- Eleutherodactylus darlingtoni Cochran, 1935
- Eleutherodactylus dolomedes Hedges & Thomas, 1992
- Eleutherodactylus flavescens Noble, 1923
- Eleutherodactylus fowleri Schwartz, 1973
- Eleutherodactylus furcyensis Shreve & Williams, 1963
- Eleutherodactylus haitianus Barbour, 1942
- Eleutherodactylus heminota Shreve & Williams, 1963
- Eleutherodactylus hypostenor Schwartz, 1965
- Eleutherodactylus inoptatus (Barbour, 1914)
- Eleutherodactylus jugans Cochran, 1937
- Eleutherodactylus leoncei Shreve & Williams, 1963
- Eleutherodactylus ligiae[2] Incháustegui, Díaz & Marte, 2015
- Eleutherodactylus melatrigonum Schwartz, 1966
- Eleutherodactylus minutus Noble, 1923
- Eleutherodactylus montanus Schmidt, 1919
- Eleutherodactylus neiba[2] Incháustegui, Díaz & Marte, 2015
- Eleutherodactylus nortoni Schwartz, 1976
- Eleutherodactylus notidodes Schwartz, 1966
- Eleutherodactylus parabates Schwartz, 1964
- Eleutherodactylus paralius Schwartz, 1976
- Eleutherodactylus patriciae Schwartz, 1965
- Eleutherodactylus pictissimus Cochran, 1935
- Eleutherodactylus pituinus Schwartz, 1965
- Eleutherodactylus probolaeus Schwartz, 1965
- Eleutherodactylus rufifemoralis Noble & Hassler, 1933
- Eleutherodactylus ruthae Noble, 1923
- Eleutherodactylus schmidti Noble, 1923
- Eleutherodactylus sommeri Schwartz, 1977
- Eleutherodactylus tychathrous Schwartz, 1965
- Eleutherodactylus weinlandi Barbour, 1914
- Eleutherodactylus wetmorei Cochran, 1932

### Hylidae
Orde: Anura. 
Familie: Hylidae
- Hypsiboas heilprini (Noble, 1923)

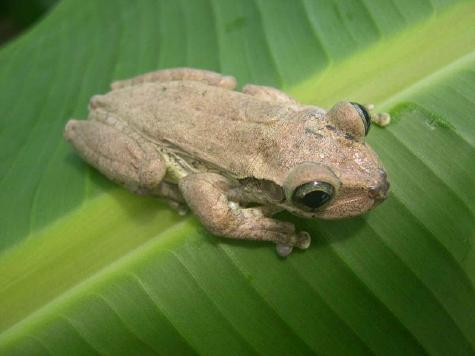
Osteopilus dominicensis

- Osteopilus dominicensis (Tschudi, 1838)
- Osteopilus pulchrilineatus (Cope, 1870)
- Osteopilus vastus (Cope, 1871)

### Leptodactylidae
Orde: Anura. 
Familie: Leptodactylidae

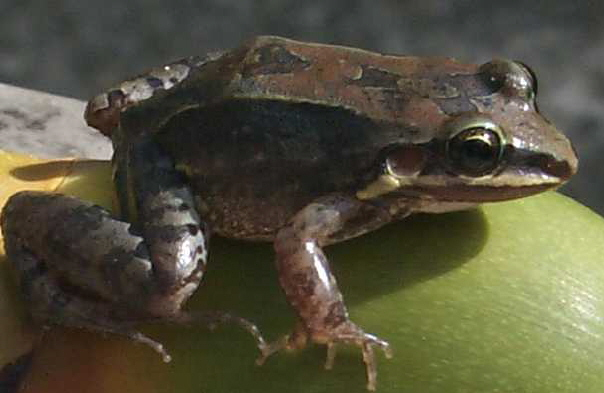
Leptodactylus albilabris

- Leptodactylus albilabris (Günther, 1859)

### Ranidae
Orde: Anura. 
Familie: Ranidae

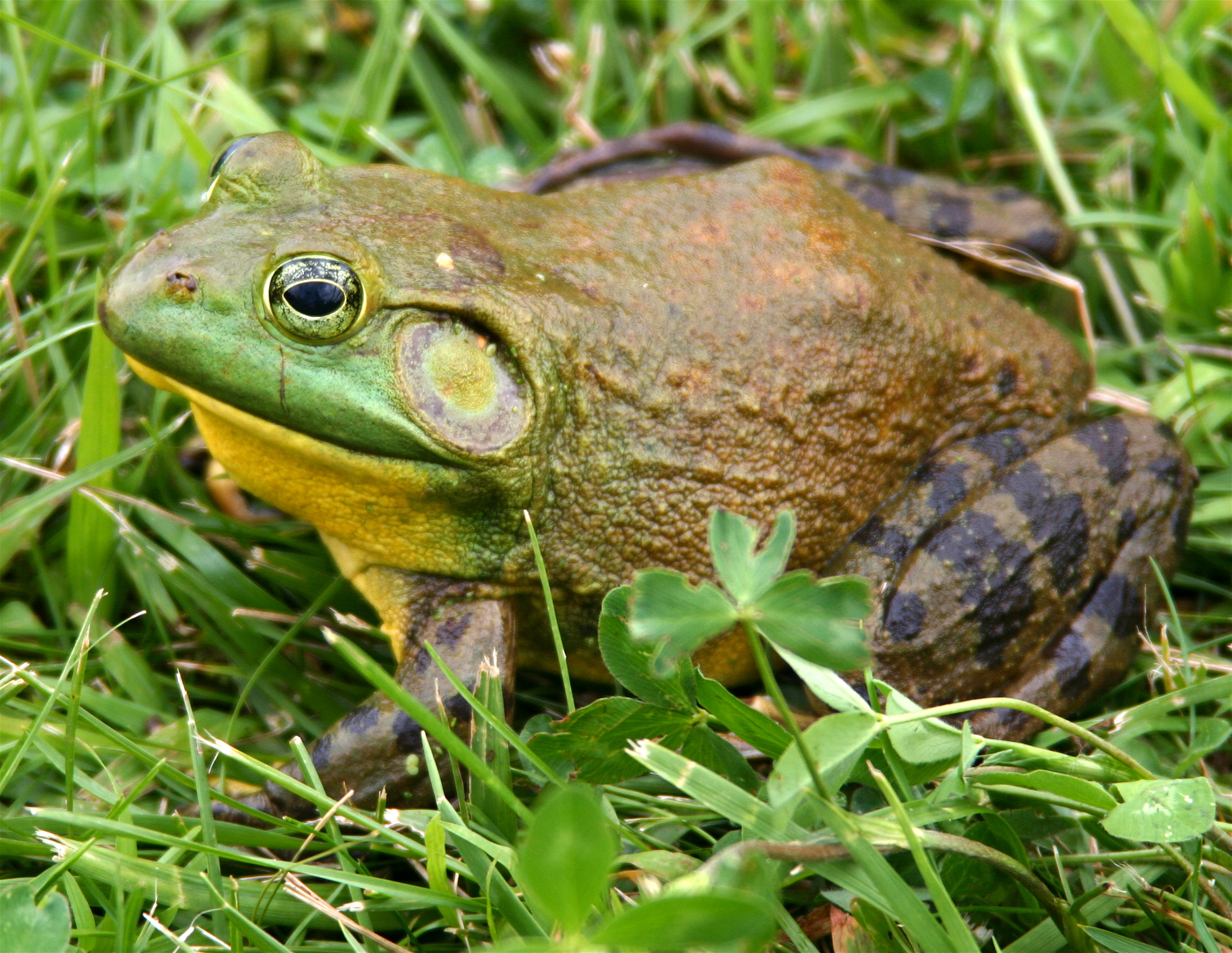
Lithobates catesbeianus

- Lithobates catesbeianus (Shaw, 1802)